# Poona Bayabao
Poona Bayabao (Bayan ng Poona Bayabao) är en kommun i Filippinerna. Kommunen ligger på ön Mindanao, och tillhör provinsen Lanao del Sur. Folkmängden uppgår till 17 390 invånare.

## Barangayer
Poona Bayabao är indelat i 25 barangayer.
| - Ataragadong - Bangon - Bansayan - Bubong-Dimunda - Bugaran - Bualan - Cadayonan - Calilangan Dicala - Calupaan - Dimayon - Dilausan - Dongcoan - Gadongan | - Poblacion (Gata Proper) - Liangan - Lumbac - Lumbaca Ingud - Madanding - Pantao - Punud - Ragayan - Rogan Cairan - Talaguian - Rogan Tandiong Dimayon - Taporog |